# Diphasia robusta
Diphasia robusta är en nässeldjursart som beskrevs av John Fraser 1943. Diphasia robusta ingår i släktet Diphasia och familjen Sertulariidae. Inga underarter finns listade i Catalogue of Life.